# Cmentarz żołnierzy radzieckich w Milejczycach

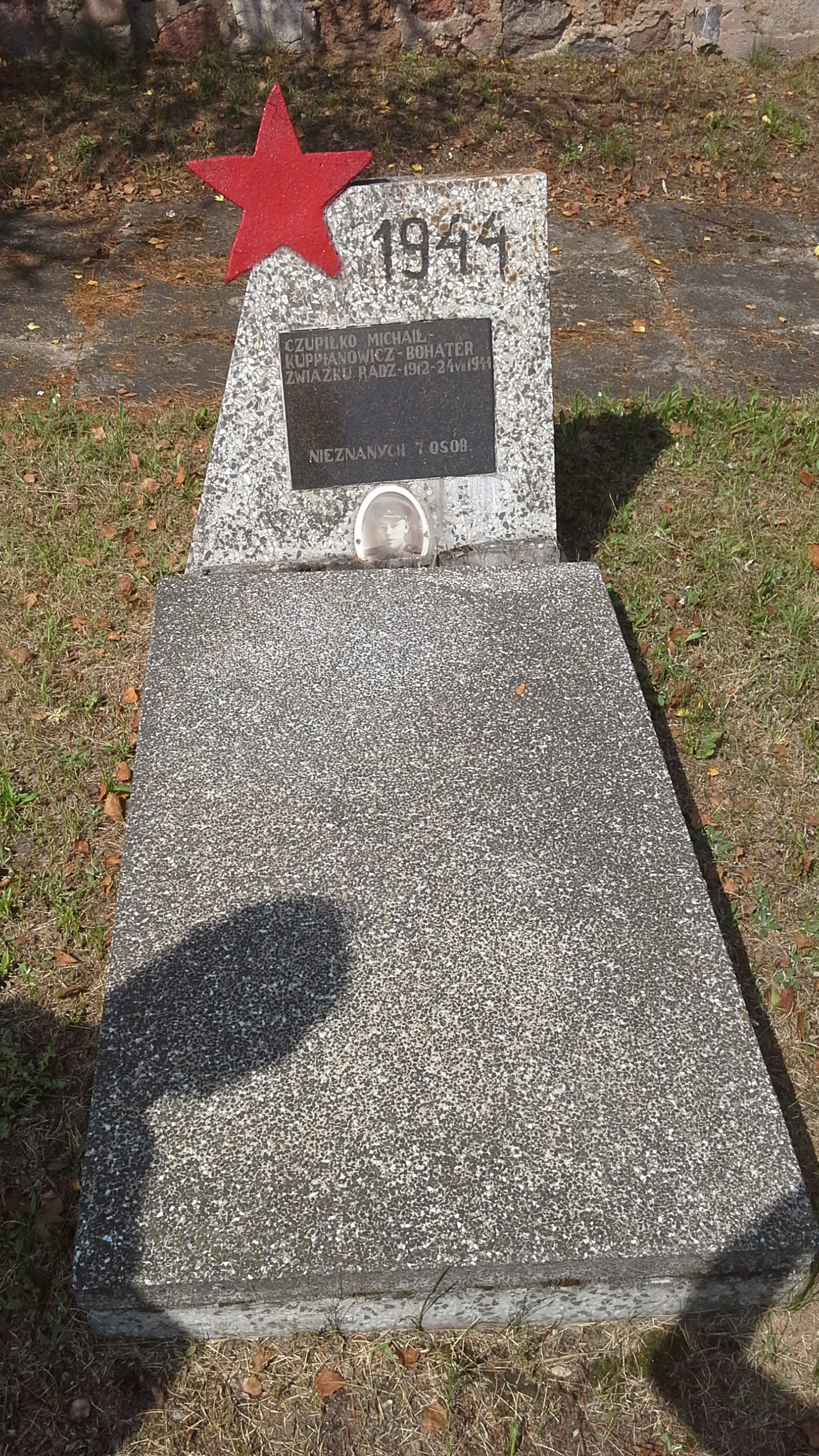
Grób Michaiła Czupiłki

Cmentarz żołnierzy radzieckich w Milejczycach – cmentarz wojenny z II wojny światowej, położony przy wjeździe do wsi Milejczyce od strony wschodniej. Pochowano na nim 1614 żołnierzy, z których zidentyfikowanych zostało 145.

## Historia
Cmentarz został urządzony w 1949 na miejscu, gdzie 20 lipca 1944 rozegrało się starcie radziecko-niemieckie. Pochowano na nim żołnierzy radzieckich poległych od 1941 do 1944 w walkach w rejonie Czeremchy, Drohiczyna, Siemiatycz, Milejczyc i Mielnika, łącznie 1614 osób. Część poległych była pierwotnie pochowana w okolicach wymienionych miejscowości.
Nekropolia zajmuje obszar 0,17 ha, na którym wytyczono 58 zbiorowych grobów ułożonych w rzędach. Większość pochowanych nie została dotąd zidentyfikowana, chociaż sukcesywnie udaje się ustalać personalia kolejnych poległych.
W centralnej części cmentarza znajduje się pomnik w formie betonowego podwyższenia z rzeźbą dwóch dłoni wydostających się spod ziemi. Poniżej umieszczono napis „Bohaterskim żołnierzom Armii Radzieckiej poległym w walce z hitleryzmem w latach 1941–1944. Cześć ich pamięci”. Na prawo od rzeźby znajduje się metalowy krzyż prawosławny. Na zbiorowych grobach znajdują się granitowe tablice, na których wskazano nazwiska zidentyfikowanych żołnierzy oraz podano liczbę osób niezidentyfikowanych.
Jednym z pochowanych na cmentarzu jest Bohater Związku Radzieckiego Michaił Czupiłko. Otrzymał on pośmiertnie (w sierpniu 1944) tytuł za swój udział w walkach w rejonie rohaczowskim obwodu homelskiego na Białorusi w czerwcu 1944, zginął zaś w lipcu tegoż roku w boju pod Kuzawą.
We wrześniu 2015 nieznani sprawcy uszkodzili 57 nagrobnych tablic. Po ich odrestaurowaniu, cmentarz został poświęcony 23 lutego 2017 przez Prawosławnego Ordynariusza Wojska Polskiego, biskupa siemiatyckiego Jerzego (Pańkowskiego).